# Lista rodzajów jogi
Niektóre z zamieszczonych tu informacji wymagają weryfikacji.
Dokładniejsze informacje o tym, co należy poprawić, być może znajdują się w dyskusji tego artykułu.
 Po wyeliminowaniu niedoskonałości należy usunąć szablon [[Szablon:Dopracować|]] z tego artykułu.
Lista rodzajów jogi – wykaz tradycji jogi. Lista zawiera ścieżki dawne i współczesne, odnotowywane w wiarygodnych źródłach, w porządku alfabetycznym, ze wskazaniem każdorazowo źródła poprzez przypis.

## Hinduizm
Tradycje jóg hinduistycznych:
- abhawajoga[1][2]
- abhjasajoga[2][2]
- adhjatmajoga[3][2]
- adźapajoga
- agnijoga[2]
- amanaskajoga[1]
- annajoga[2][2]
- asparśajoga[2]
- asztangajoga[1][2]
- bhaktijoga[3][1][2] (joga pobożności, miłości boga)
- bhawajoga[1][2]
- dhjanajoga[3]
- dźńanajoga[1][2] (joga poznania)
- dźapajoga[3]
- hamsajoga[2]
- hathajoga[3][1][2]
- kanphatijoga[3]
- karmajoga[1][2] (joga czynu)
- krijajoga[3][1][2]
- kundalinijoga[1][2]
- lajajoga[3][1][2]
- lambikajoga[2]
- laulikijoga[3]
- mahajoga[1][2]
- mantrajoga[3][1][2]
- nadajoga[1][2]
- radźajoga[3][1][2]
- samputajoga[2]
- sankhjajoga[2]
- sannjasajoga[2]
- sanrambhajoga[2]
- saptangajoga[2]
- sothothajoga[1]
- sparśajoga[1][2]
- swaććhandajoga (joga własnej woli[4])
- szadangajoga (sześcioczłonowa joga[5])
- śiwajoga[1][2]
- tantrajoga[1][2]
- tarakajoga[1]
- wahnijoga[2]

## Buddyzm
Tradycje jóg buddyjskich:
- dharmajoga (tradycja buddyjska)[3]
- Sześć Jog Naropy